# Aleksandr Majorov (sciatore)
Aleksandr Borisovič Majorov (in russo Александр Борисович Майоров?; Nižnij Novgorod, 6 giugno 1957) è un ex combinatista nordico russo che gareggiò per la nazionale sovietica.

## Biografia
Majorov ottenne il primo piazzamento internazionale in occasione dei XIII Giochi olimpici invernali di Lake Placid 1980, dove si classificò 7º nell'individuale; ai Mondiali di Oslo 1982 fu 5º nella gara a squadre e il 29 dicembre 1983 ottenne il primo piazzamento in Coppa del Mondo, piazzandosi 7º nell'individuale Gundersen disputata a Oberwiesenthal: tale risultato sarebbe rimasto il migliore di Majorov nel massimo circuito internazionale. Ai XIV Giochi olimpici invernali di Sarajevo 1984, sua ultima presenza olimpica, si classificò 14º nell'individuale e ai Mondiali di Sarajevo/Rovaniemi/Engelberg 1984 vinse la medaglia di bronzo nella gara a squadre; il 24 marzo dello stesso anno ottenne a Štrbské Pleso l'ultimo piazzamento in Coppa del Mondo (8º) e ai Mondiali di Seefeld in Tirol 1985, suo congedo agonistico, fu 12º nell'individuale e 4º nella gara a squadre.

## Palmarès

### Mondiali
- 1 medaglia:
  - 1 bronzo (gara a squadre a Sarajevo/Rovaniemi/Engelberg 1984)

### Coppa del Mondo
- Miglior piazzamento in classifica generale: 20º nel 1984